# Bilimbia
Bilimbia is een geslacht van korstmossen behorend tot de familie Ramalinaceae. 

## Soorten
Volgens Index Fungorum bevat het geslacht 24 soorten (peildatum januari 2023)
| Soortnaam                        | Auteur(s)                      | Publicatiejaar |
| -------------------------------- | ------------------------------ | -------------- |
| Bilimbia caloosensis             | (Tuck.) Fink                   | 1935           |
| Bilimbia caudata                 | (Nyl.) Fink                    | 1935           |
| Bilimbia cinereoglauca           | B. de Lesd.                    | 1935           |
| Bilimbia corcovadensis           | (Malme) Llop                   | 2006           |
| Bilimbia declinis                | (Tuck.) Fink                   | 1935           |
| Bilimbia fiumensis               | (Schul. & Zahlbr.) Szatala     | 1942           |
| Bilimbia gallica                 | B. de Lesd.                    | 1936           |
| Bilimbia jeanjeanii              | B. de Lesd.                    | 1936           |
| Bilimbia lobulata (Mergelvreter) | (Sommerf.) Hafellner & Coppins | 2004           |
| Bilimbia microcarpa              | (Th. Fr.) Th. Fr.              | 1863           |
| Bilimbia minima                  | (Vain.) Räsänen                | 1943           |
| Bilimbia myriocarpa              | Erichsen                       | 1939           |
| Bilimbia myrtillicola            | Erichsen                       | 1939           |
| Bilimbia novohebridica           | Räsänen                        | 1949           |
| Bilimbia pulchra                 | (Oxner) Oxner                  | 1968           |
| Bilimbia ravenelii               | (Tuck.) Fink                   | 1935           |
| Bilimbia rubidofusca             | (Willey) Fink                  | 1935           |
| Bilimbia rubricosa               | (Müll. Arg.) Fink              | 1935           |
| Bilimbia sabuletorum (Mosvreter) | (Schreb.) Arnold               | 1869           |
| Bilimbia sabulosa                | A. Massal.                     | 1852           |
| Bilimbia salevensis              | (Müll. Arg.) M. Choisy         | 1953           |
| Bilimbia sibiriensis             | (Willey) Oxner                 | 1968           |
| Bilimbia suballinita             | (Nyl.) Oxner                   | 1968           |
| Bilimbia tetramera               | De Not.                        | 1846           |